# Freetown
Freetown er hovedstaden og den største by i Sierra Leone. Den ligger på Freetown-halvøen på Atlanterhavskysten. Byen har 951.000(2014) indbyggere.
En bosættelse blev etableret i 1787 af befriede slaver, som blev sendt fra  England med hjælp fra britiske slavemodstandere. 1792 blev byen Freetown grundlagt af slaver der kom fra Nova Scotia i Canada.
Økonomien i Freetown er centreret omkring havnen, som hovedparten af eksporten fra Sierra Leone passerer. Andre næringsveje er fiskeforædling, rismøller, olieraffinering, diamantslibning og tobaksindustri.